# フランク・シュウィンデル
フランク・ジョセフ・シュウィンデル（Frank Joseph Schwindel、1992年6月29日 - ）は、アメリカ合衆国ニュージャージー州エセックス郡リビングストン出身のプロ野球選手（内野手）。右投右打。アトランティックリーグのロングアイランド・ダックス所属。

## 経歴

### プロ入りとロイヤルズ時代

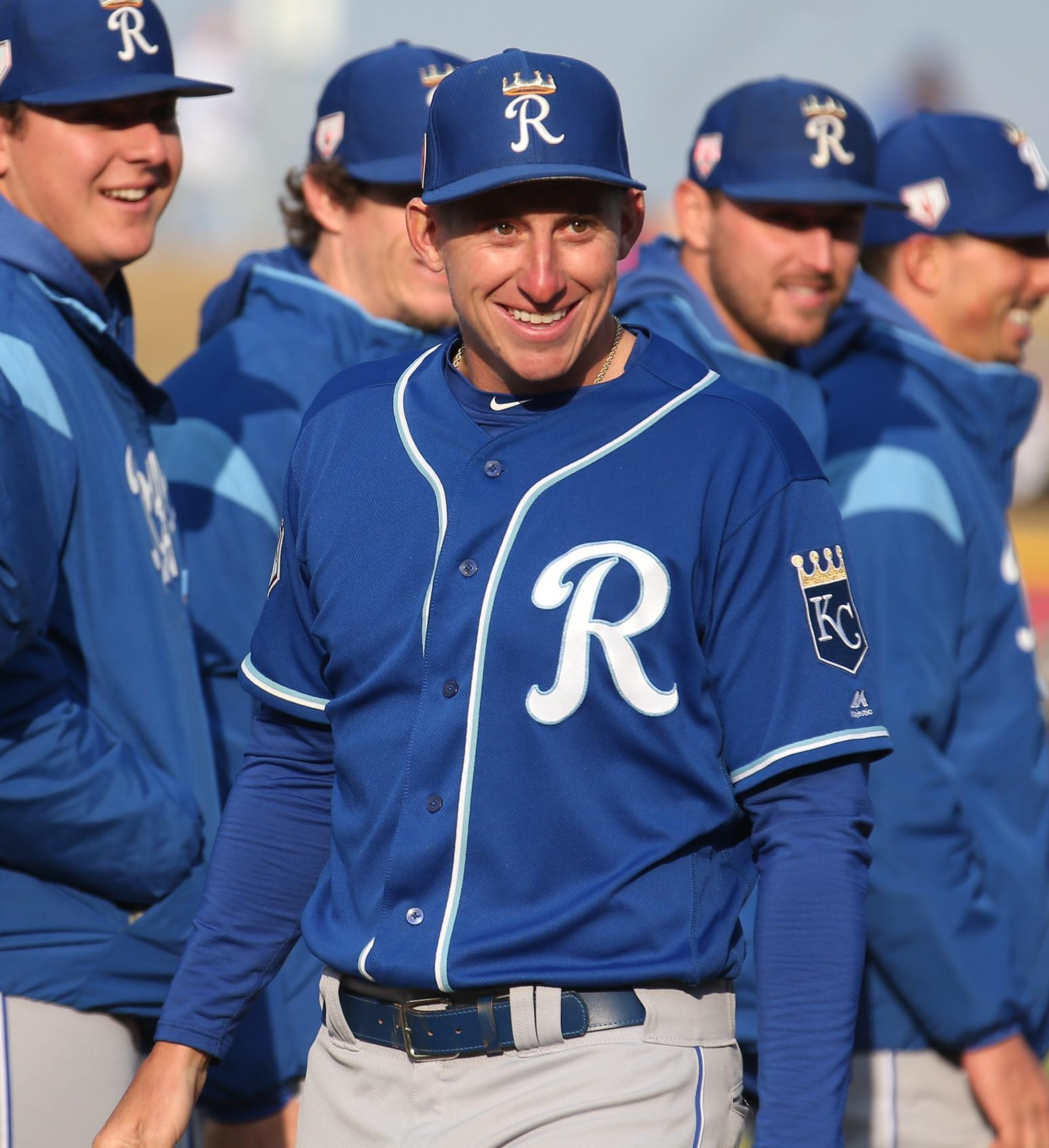
カンザスシティ・ロイヤルズ時代
(2019年)

2013年のMLBドラフト18巡目（全体534位）でカンザスシティ・ロイヤルズから指名されプロ入り。2018年まで傘下のマイナーチームでプレーした。
2019年3月28日のシカゴ・ホワイトソックス戦でメジャーデビューを果たした。5月14日にDFAとなり、18日に自由契約となった。

### タイガース傘下時代
2019年5月28日にデトロイト・タイガースとマイナー契約を結んだ。移籍後は傘下のAAA級トレド・マッドヘンズなどでプレーした。オフの11月7日にマイナー契約で再契約した。
2020年は新型コロナウイルスの影響でマイナーリーグの試合が開催されず、公式戦への出場はなかった。オフの11月2日にFAとなった。

### アスレチックス時代
2020年11月18日にオークランド・アスレチックスとマイナー契約を結んだ。
2021年6月29日にメジャー契約を結んでアクティブ・ロースター入りし、翌日のテキサス・レンジャーズ戦でコルビー・アラードからメジャー初本塁打を記録した。7月16日にDFAとなった。

### カブス時代

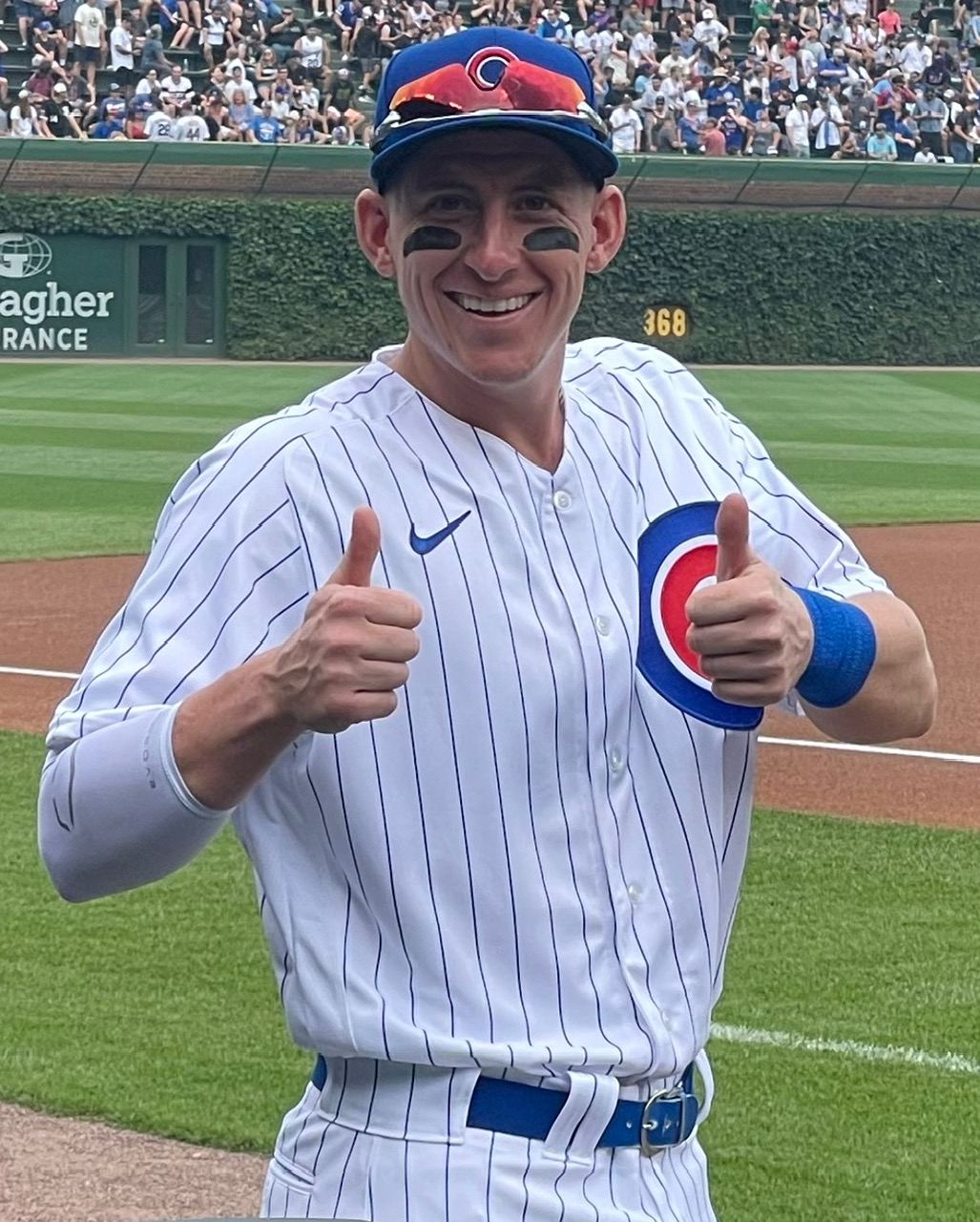
シカゴ・カブス時代 (2021年8月7日)

2021年7月18日にウェイバー公示を経てシカゴ・カブスへ移籍した。9月2日に8月のルーキー・オブ・ザ・マンスを受賞した。このシーズンは2チームで通算64試合に出場し、打率.326、14本塁打、43打点、OPS.962を記録し、ルーキー・オブ・ザ・マンスを2度受賞した。
2022年は腰の負傷などで打撃不振に陥り、8月9日にマイナーオプションにより傘下AAA級アイオワ・カブスに降格し、9月17日にDFAとなった。このシーズンは出場75試合で打率.229、8本塁打、36打点、OPS.635という成績であった。

### オリックス時代
2023年1月24日、オリックス・バファローズへの入団が発表された。背番号は23。4番候補として期待されていたが、20試合の出場で打率は2割を下回り、本塁打は1本だけで、5月19日に出場選手登録を抹消された。その後、再度一軍に昇格することなく、腰の検査のセカンドオピニオンのため、7月24日に一時帰国した。最終的に出塁率が打率を下回ることとなった。12月1日の保留者名簿公示から外れ、自由契約となった。

### オリックス退団後
2024年4月12日、独立リーグ・アトランティックリーグに所属するロングアイランド・ダックスへの入団が発表された。

## 選手としての特徴・人物
速球と高めのコースへの対応に優れる長距離打者。
愛称は「フランキー」、「フランク・ザ・タンク」。

## 詳細情報

### 年度別打撃成績
| 年 度    | 球 団      | 試 合 | 打 席 | 打 数 | 得 点 | 安 打 | 二 塁 打 | 三 塁 打 | 本 塁 打 | 塁 打 | 打 点 | 盗 塁 | 盗 塁 死 | 犠 打 | 犠 飛 | 四 球 | 敬 遠 | 死 球 | 三 振 | 併 殺 打 | 打 率 | 出 塁 率 | 長 打 率 | O P S |
| -------- | ---------- | ----- | ----- | ----- | ----- | ----- | -------- | -------- | -------- | ----- | ----- | ----- | -------- | ----- | ----- | ----- | ----- | ----- | ----- | -------- | ----- | -------- | -------- | ----- |
| 2019     | KC         | 6     | 15    | 15    | 0     | 1     | 0        | 0        | 0        | 1     | 0     | 0     | 0        | 0     | 0     | 0     | 0     | 0     | 2     | 0        | .067  | .067     | .067     | .133  |
| 2021     | OAK        | 8     | 20    | 20    | 2     | 3     | 1        | 0        | 1        | 7     | 3     | 0     | 0        | 0     | 0     | 0     | 0     | 0     | 5     | 0        | .150  | .150     | .350     | .500  |
| 2021     | CHC        | 56    | 239   | 222   | 42    | 76    | 19       | 1        | 13       | 136   | 40    | 2     | 1        | 0     | 0     | 16    | 2     | 1     | 36    | 4        | .342  | .389     | .613     | 1.002 |
| '21計    | CHC        | 64    | 259   | 242   | 44    | 79    | 20       | 1        | 14       | 143   | 43    | 2     | 1        | 0     | 0     | 16    | 2     | 1     | 41    | 4        | .326  | .371     | .591     | .962  |
| 2022     | CHC        | 75    | 292   | 271   | 23    | 62    | 11       | 0        | 8        | 97    | 36    | 0     | 0        | 0     | 2     | 19    | 1     | 0     | 58    | 12       | .229  | .277     | .358     | .635  |
| 2023     | オリックス | 20    | 70    | 69    | 4     | 13    | 3        | 0        | 1        | 19    | 11    | 0     | 0        | 0     | 1     | 0     | 0     | 0     | 17    | 2        | .188  | .186     | .275     | .461  |
| MLB：3年 | MLB：3年   | 145   | 566   | 528   | 67    | 142   | 31       | 1        | 22       | 241   | 79    | 2     | 1        | 0     | 2     | 35    | 3     | 1     | 101   | 16       | .269  | .314     | .456     | .771  |
| NPB：1年 | NPB：1年   | 20    | 70    | 69    | 4     | 13    | 3        | 0        | 1        | 19    | 11    | 0     | 0        | 0     | 1     | 0     | 0     | 0     | 17    | 2        | .188  | .186     | .275     | .461  |

- 2023年度シーズン終了時

### 年度別守備成績
| 年 度 | 球 団 | 一塁（1B） | 一塁（1B） | 一塁（1B） | 一塁（1B） | 一塁（1B） | 一塁（1B） |
| 年 度 | 球 団 | 試 合      | 刺 殺      | 補 殺      | 失 策      | 併 殺      | 守 備 率   |
| ----- | ----- | ---------- | ---------- | ---------- | ---------- | ---------- | ---------- |
| 2019  | KC    | 5          | 30         | 0          | 1          | 2          | .968       |
| 2021  | OAK   | 1          | 1          | 0          | 0          | 1          | 1.000      |
| 2021  | CHC   | 51         | 412        | 22         | 1          | 50         | .998       |
| '21計 | CHC   | 52         | 413        | 22         | 1          | 51         | .998       |
| 2022  | CHC   | 48         | 353        | 13         | 0          | 39         | 1.000      |
| MLB   | MLB   | 105        | 796        | 35         | 2          | 92         | .998       |

- 2023年度シーズン終了時

### 表彰
- ルーキー・オブ・ザ・マンス：2回（2021年8月、2021年9月）

### 記録

#### NPB
初記録
- 初出場・初先発出場：2023年4月19日、対東北楽天ゴールデンイーグルス4回戦（京セラドーム大阪）、5番・指名打者で先発出場[22]
- 初打席：同上、2回裏に早川隆久から二ゴロ[22]
- 初安打：同上、4回裏に早川隆久から左前安打[22]
- 初打点：同上、8回裏に西口直人から中前適時打[23]
- 初本塁打：2023年5月7日、対埼玉西武ライオンズ9回戦（京セラドーム大阪）、2回裏に與座海人から左越2ラン[24]

### 背番号
- 25（2019年）
- 45（2021年 - 同年途中）
- 78（2021年途中 - 同年途中）
- 18（2021年途中 - 2022年）
- 23（2023年）